# لانقنويردر (جزيرة)

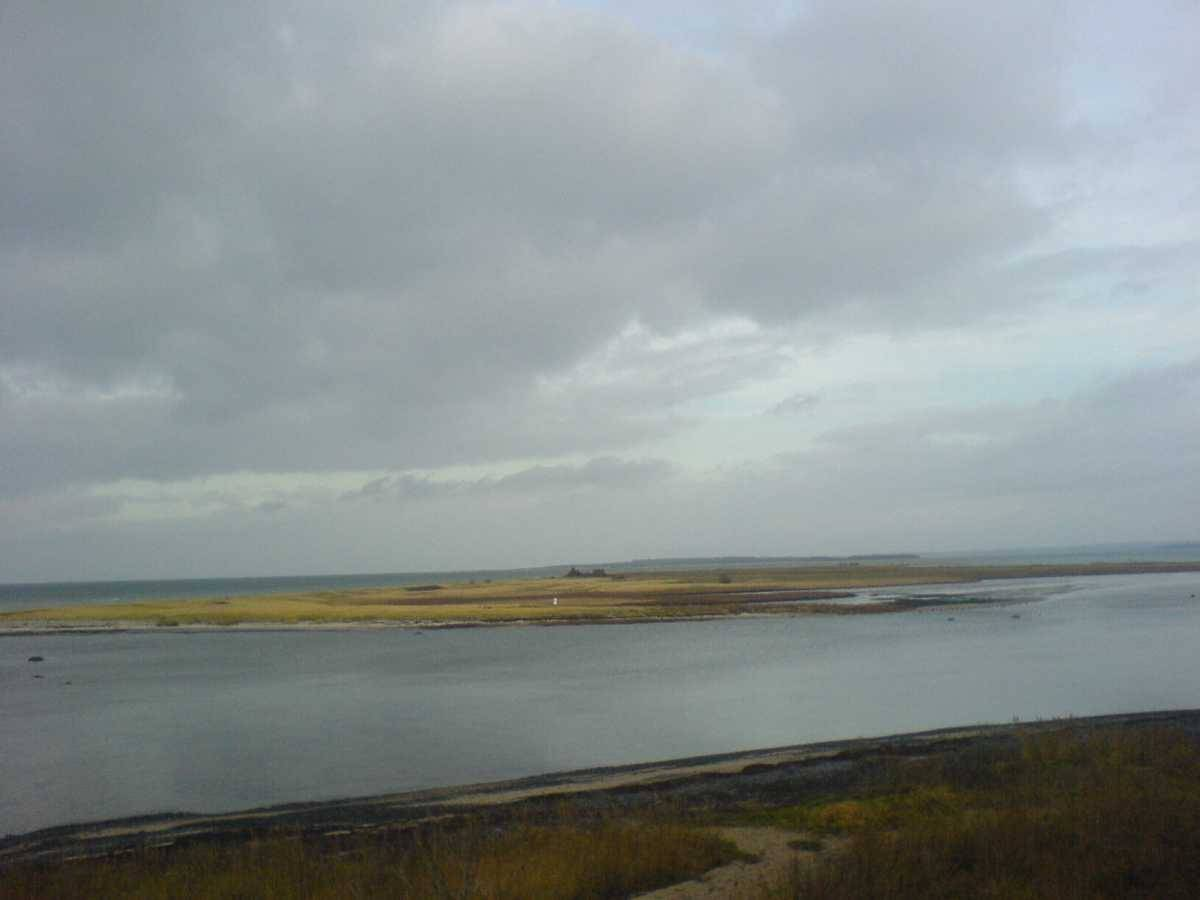

لانقنويردر، Langenwerder هي جزيرة صغيرة غير مأهولة بالقرب من جزيرة بويل شمال ألمانيا، وهي منطقة تابعة لبلدية جزيرة بويل. يبلغ طولها 800 متر تقريبًا.

## محمية طبيعية
الجزيرة محمية طبيعية، بسبب الطيور التي تعيش في الجزيرة، وبالتالي لا يُسمح عادة بالوصول إلى الجزيرة.